# سیتوز

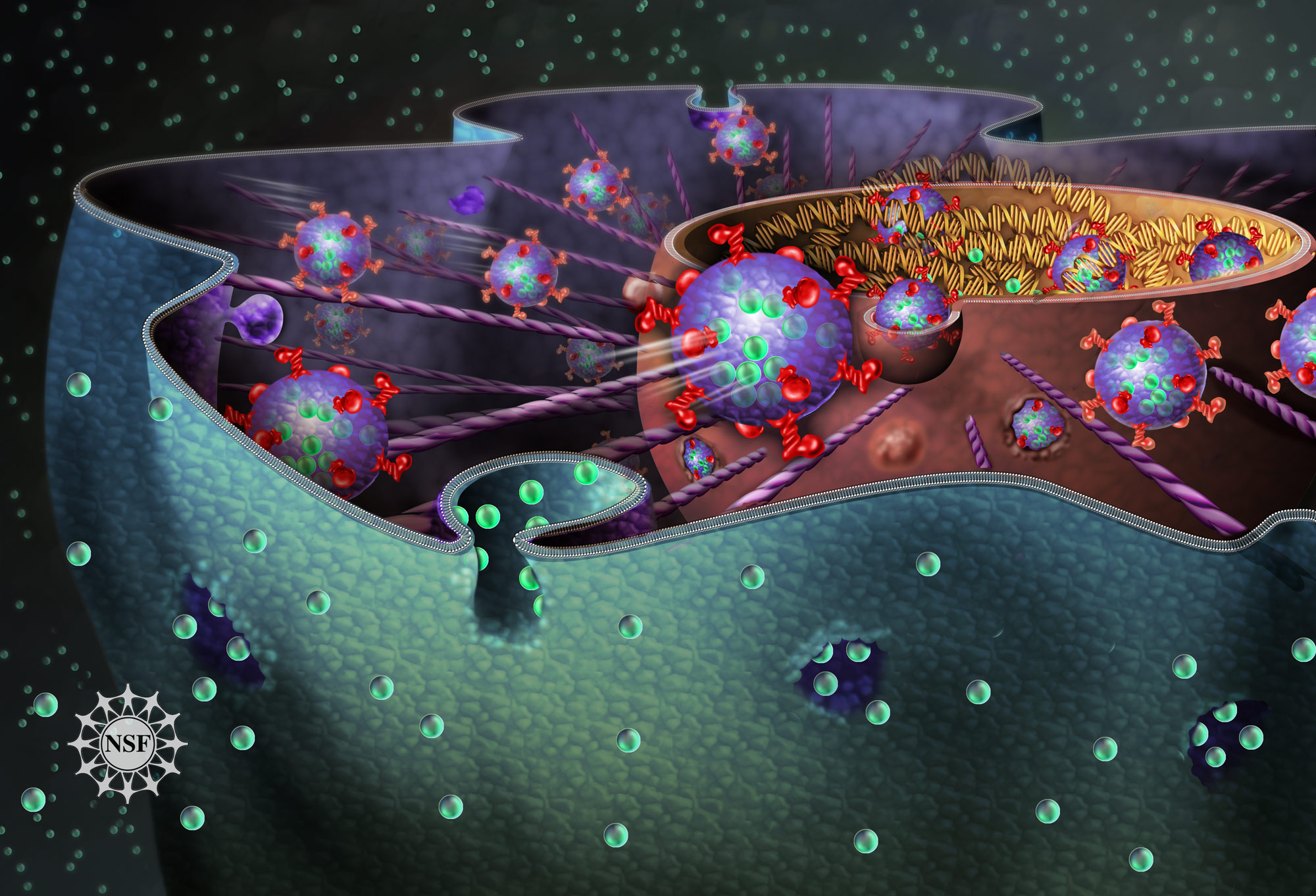
ورود مواد به هسته از طریق اندوسیتوز. اندوسیتوز: غشای سلول فرورفته و یک حفره کوچک دایره‌ای ایجاد می‌کند که به سیتوزول سلول منتقل می‌شود. این حفره غشایی پوشش‌دار یک وزیکول است که به لیزوزوم سلول منتقل می‌شود تا توسط آنزیم‌ها تخریب شود.

سیتوز (انگلیسی: Cytosis) یک پسوند است که به جنبه‌های خاصی از سلول، مانند فرایند یا پدیده سلولی اشاره دارد و گاهی به غلبه نوع خاصی از سلول‌ها دلالت دارد. این پسوند به معنای «مربوط به سلول» است. گاهی این واژه به‌صورت کوتاه شده به شکل -وز (مانند نکروز (بافت‌مردگی)، آپوپتوز) یا مشابه برخی فرایندها که با -زیس تمام می‌شوند (مانند دیاپدزیس (تراگذری) یا امپریپولسیس، سیتوکینز) دیده می‌شود.
سه نوع اصلی سیتوز وجود دارد: اندوسیتوز (درون‌بَری، ورود به سلول)، اگزوسیتوز (برون‌رانی، خروج از سلول) و ترانسیتوز (ترارانی، عبور از سلول، ورود و خروج).

## ریشه‌شناسی و تلفظ
واژه cytosis (‎/saɪˈtoʊsɪs/‎) از ترکیب cyto- و -osis گرفته شده است و به سلول اشاره دارد. این اصطلاح اولین بار در سال ۱۹۶۱ توسط نوویکوف ابداع شد.

## فرآیندهای مرتبط با ورود یا خروج زیرسلولی

### اندوسیتوز
اندوسیتوز فرآیندی است که طی آن سلول یک مولکول، مانند پروتئین، را از خارج سلول جذب کرده و با غشای سلولی آن را احاطه می‌کند. این فرایند در اکثر سلول‌ها استفاده می‌شود، زیرا بسیاری از مواد حیاتی به دلیل قطبیت شیمیایی بزرگ خود نمی‌توانند از غشای سلول عبور کنند. دو نوع اصلی اندوسیتوز عبارت‌اند از پینوسیتوز و فاگوسیتوز.

#### پینوسیتوز
پینوسیتوز (قطره‌خواری)، یا نوشیدن سلولی، جذب ذرات آبی کوچک به همراه گیرنده‌های غشایی است که این ذرات را شناسایی می‌کنند. این فرایند نمونه‌ای از اندوسیتوز فاز مایع است و معمولاً یک فرایند مداوم در سلول است. این ذرات از طریق حفره‌های پوشیده‌شده با کلاترین جذب می‌شوند. این حفره‌ها کوتاه‌مدت هستند و تنها برای تشکیل یک وزیکول برای انتقال ذرات به لیزوزوم خدمت می‌کنند. حفره پوشیده‌شده با کلاترین به سیتوزول فرورفته و یک وزیکول پوشیده‌شده با کلاترین را تشکیل می‌دهد. سپس پروتئین‌های کلاترین از وزیکول جدا می‌شوند. آنچه باقی می‌ماند به‌عنوان اندوزوم اولیه شناخته می‌شود. اندوزوم اولیه با یک اندوزوم ثانویه ادغام می‌شود. این وزیکول اجازه می‌دهد ذرات جذب‌شده به لیزوزوم منتقل شوند، جایی که آنزیم‌های هیدرولیتیک محتویات اندوزوم ثانویه را تخریب می‌کنند. گاهی به‌جای تخریب، گیرنده‌هایی که همراه با لیگاند اندوسیتوز شده‌اند، به غشای پلاسما بازمی‌گردند تا فرایند اندوسیتوز ادامه یابد.

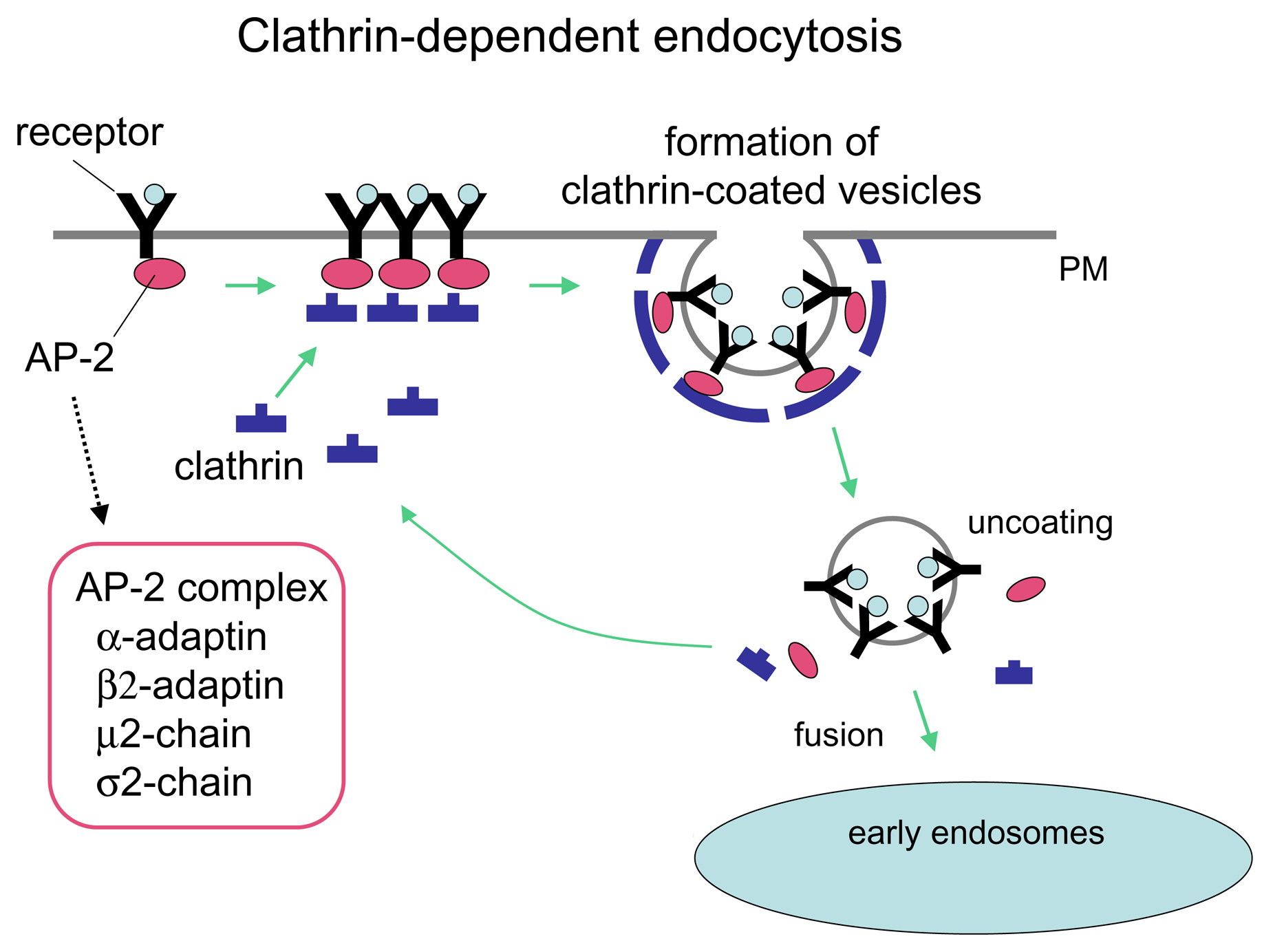
سازوکار اندوسیتوز وابسته به کلاترین. حفره‌های پوشیده‌شده با کلاترین: غشای سلول با استفاده از پروتئین کلاترین فرورفته می‌شود. کلاترین از اکتین برای کشیدن دو طرف غشای پلاسما استفاده می‌کند و یک وزیکول درون سیتوزول سلولی تشکیل می‌دهد.

اندوسیتوز وابسته به گیرنده: این نوع از اندوسیتوز نوعی پینوسیتوز است. پروتئین‌های پوشش کلاترین روی غشای پلاسما تمایل به اتصال و به دام انداختن ماکرومولکول‌ها یا لیگاندها دارند. بااین‌حال، گیرنده‌ها در حفره دلیل ایجاد پینوسیتوز نیستند. وزیکول‌ها صرف‌نظر از حضور یا عدم حضور گیرنده‌ها و لیگاندها تشکیل می‌شوند. به همین دلیل، پینوسیتوز یک رویداد مداوم و غیرتحریکی است، برخلاف فاگوسیتوز که در زیر توضیح داده می‌شود.

#### فاگوسیتوز
فاگوسیتوز (بیگانه‌خواری)، یا خوردن سلولی، جذب ذرات بزرگ‌تر مانند باکتری‌ها به سیتوزول است. در موجودات تک‌سلولی کوچک، این فرایند روشی برای تغذیه است. در موجودات چندسلولی بزرگ‌تر، این فرایند راهی برای تخریب سلول‌های قدیمی یا آسیب‌دیده یا بلعیدن مهاجمان میکروبی است. در مورد بلعیدن باکتری، باکتری توسط پادتنها در محیط آبی به دام می‌افتد. هنگامی‌که این پادتن به گیرنده روی سطح سلول برخورد می‌کند، غشای پلاسما با گسترش خود، باکتری را احاطه می‌کند؛ بنابراین، فاگوسیتوز یک رویداد تصادفی نیست. بلکه توسط اتصال یک لیگاند به گیرنده آغاز می‌شود.
برخی سلول‌ها به‌طور ویژه برای فاگوسیتوز طراحی شده‌اند. این سلول‌ها شامل سلول‌های کشنده طبیعی، ماکروفاژها و نوتروفیل‌ها هستند که همگی در پاسخ ایمنی نقش دارند و برای تخریب مواد خارجی یا آنتی‌ژنی خدمت می‌کنند.

### اگزوسیتوز

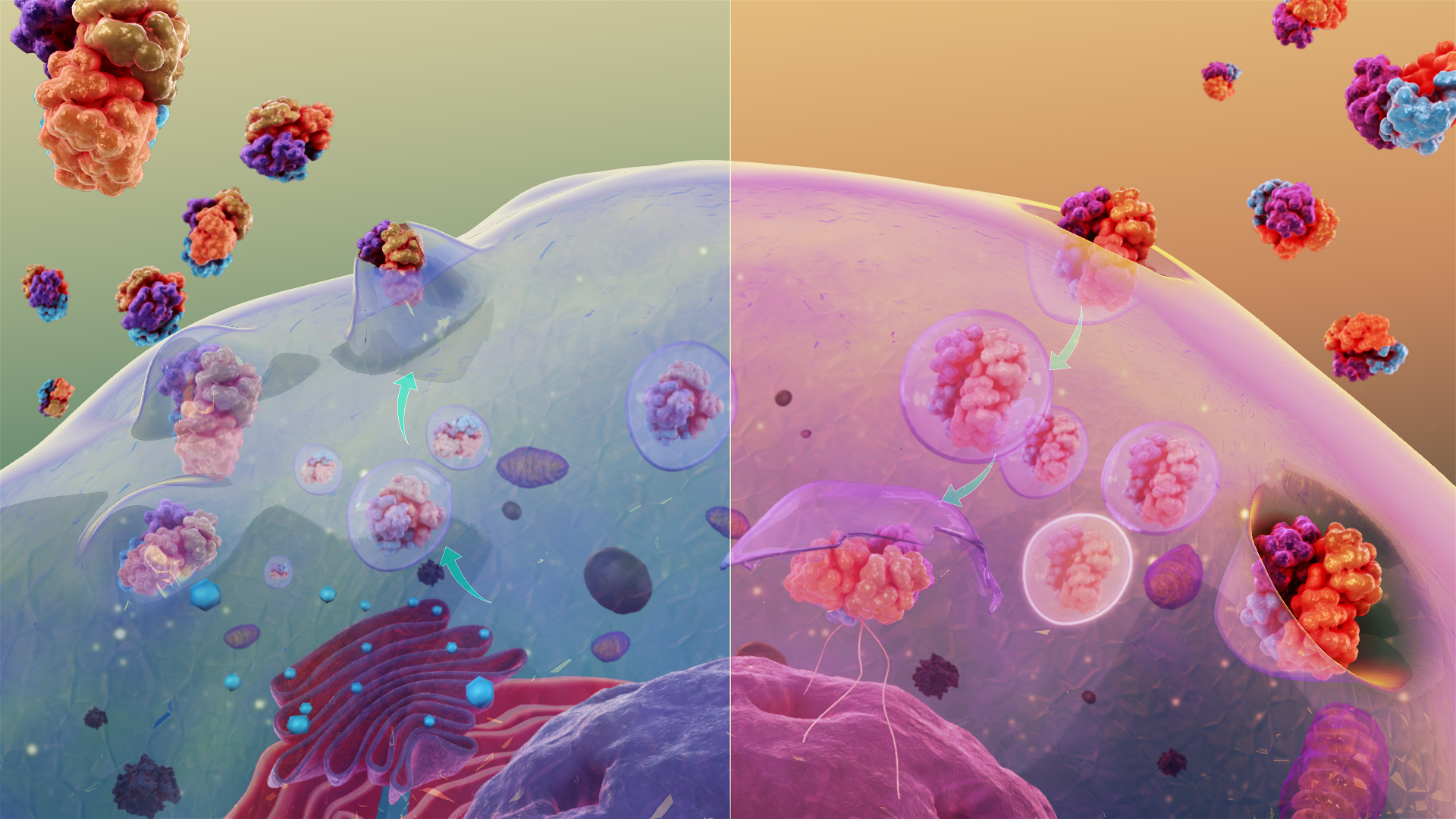
اگزوسیتوز (چپ) و اندوسیتوز (راست)

اگزوسیتوز (برون‌رانی) فرآیندی است که طی آن یک سلول محتوای ترشح وزیکول را به خارج از غشای سلولی هدایت می‌کند. وزیکول‌ها با غشای سلولی ترکیب می‌شوند و محتوای خود را که معمولاً پروتئین است، به خارج از سلول آزاد می‌کنند.
دو نوع اگزوسیتوز وجود دارد: ترشح دائمی و ترشح تنظیم‌شده. در هر دو نوع، یک وزیکول از دستگاه گلژی جدا شده و به غشای پلاسمایی منتقل می‌شود تا از سلول آزاد شود. اگزوسیتوز لیزوزوم‌ها معمولاً برای ترمیم نواحی آسیب‌دیده غشای پلاسمایی با جایگزینی دولایه لیپیدی استفاده می‌شود.

### ترشح دائمی (اگزوسیتوز غیرتنظیم‌شده)
این حالت زمانی است که وزیکولی که از دستگاه گلژی جدا می‌شود، حاوی پروتئین‌های محلول و همچنین لیپیدها و پروتئین‌هایی است که پس از ترکیب وزیکول با غشای پلاسمایی روی آن باقی می‌مانند. این نوع ترشح غیرتنظیم‌شده است. وزیکول در نهایت به غشای پلاسمایی منتقل شده و با آن ترکیب می‌شود. محتوای سلول به فضای خارج‌سلولی آزاد می‌شود، درحالی‌که اجزای غشای وزیکول (لیپیدها و پروتئین‌های غشای پلاسمایی) به‌عنوان بخشی از غشای پلاسمایی سلول باقی می‌مانند.

### ترشح تنظیم‌شده (اگزوسیتوز تنظیم‌شده)
در این حالت، سلول سیگنالی از فضای خارج‌سلولی دریافت می‌کند، مانند یک ناقل عصبی یا هورمون، که ترکیب وزیکول با غشای پلاسمایی و آزادسازی محتوای آن را تنظیم می‌کند. وزیکول به غشای پلاسمایی منتقل می‌شود و تا زمانی که سیگنالی برای ترکیب با غشا و آزادسازی محتوا دریافت نکند، در آنجا باقی می‌ماند.

### ترانسیتوز
ترانسیتوز نوعی از سیتوز است که به ذرات اجازه می‌دهد از یک غشا به غشای دیگر منتقل شوند. برای مثال، زمانی که یک گیرنده معمولاً روی غشای قاعده‌ای یا جانبی یک سلول پوششی قرار دارد، اما نیاز به انتقال به سمت غشای رأسی دارد، این کار فقط از طریق ترانسیتوز و به دلیل اتصالات محکم امکان‌پذیر است که مانع حرکت از یک ناحیه غشایی به ناحیه دیگر می‌شود. این نوع سیتوز معمولاً در اپیتلیوم، سلول‌های روده‌ای و مویرگ‌های خونی رخ می‌دهد.
مولکول‌ها یا موجودات بیماری‌زا نیز ممکن است از ترانسیتوز برای نفوذ به سلول‌ها استفاده کنند. برخی مطالعات نشان داده‌اند که باکتری‌ها می‌توانند از طریق ترانسیتوز سلول‌های جامی به راحتی به داخل روده نفوذ کنند. از سوی دیگر، برخی تحقیقات در حال بررسی این ایده هستند که ترانسیتوز ممکن است به داروها اجازه عبور از سد خونی مغزی را بدهد و این ویژگی برای بهبود اثر درمانی برخی داروها استفاده شود.

## پدیده‌های مرتبط با تغییر یا حرکت سلولی
- دیابدسیس: حرکت سلول‌های خونی از لایه آندوتلیال.
- امپریپولسیس: ورود یک سلول به داخل سلول دیگر.
- تروگوسیتوز: اندوسیتوز دو غشا از یک سلول توسط سلول دیگر.
- افروسیس: فاگوسیتوز سلول‌های آپوپتوتیک.
- سیتوکینز: آخرین مرحله تقسیم سلولی که طی آن دو سلول دختر از هم جدا می‌شوند.

## پدیده‌های مرتبط با غلبه سلولی
- لکوسیتوز: افزایش تعداد لکوسیت‌ها.
- ترومبوسیتوز: افزایش تعداد پلاکت‌ها یا ترومبوسیت‌ها.
- اریتروموسیتوز: افزایش تعداد گلبول‌های قرمز که معمولاً بخشی از پلی‌سیتمی است و در آن توده کلی گلبول‌های قرمز افزایش می‌یابد.

## پدیده‌های مرتبط با مورفولوژی سلولی
- میکروسیتوز: قطر یا حجم کوچک سلول‌ها، مانند گلبول قرمز در طبقه‌بندی کم‌خونی که به معنای غلبه میکروسیت‌ها در تصویر خونی است.
- ماکروسیتوز: غلبه سلول‌های بزرگ‌تر (ماکروسیت‌ها) در جمعیت سلولی (گلبول‌های قرمز).
- آنایزوسیتوز: ناهمگنی در اندازه سلول‌ها.
- اسفروسیتوز: غلبه سلول‌های کروی‌شکل (اسفروسیت‌ها) در جمعیت سلولی (گلبول‌های قرمز).
- اووالوسیتوز: غلبه سلول‌های بیضی‌شکل.
- دریپانوسیتوز: غلبه سلول‌های داسی‌شکل در تصویر خونی.